# Thoré-la-Rochette
Thoré-la-Rochette är en kommun i departementet Loir-et-Cher i regionen Centre-Val de Loire i de centrala delarna av Frankrike. Kommunen ligger i kantonen Vendôme 1er Canton som tillhör arrondissementet Vendôme. År 2022 hade Thoré-la-Rochette 817 invånare.

## Befolkningsutveckling
Antalet invånare i kommunen Thoré-la-Rochette
| Referens: INSEE |